# Куп Југославије у фудбалу 1973.
Куп Југославије у фудбалу 1973. је такмичење у коме је учествовало укупно 2667 екипа из СФРЈ. У завршницу се пласирало 32 клубова (и то 13 из СР Србије, 5 из СР Хрватске, 8 из СР Босне и Херцеговине и по два клуба из СР Црне Горе, СР Македоније и СР Словеније).
Завршно такмичење је почело 11. августа 1973. и трајало је до 28. новембра 1973. када је одиграна друга финална утакмица.

## Шеснаестина финала
| Утак. | Клуб, Место               | Резултат                | Клуб, Место          |
| ----- | ------------------------- | ----------------------- | -------------------- |
| 1.    | Сплит                     | 1-0                     | Спартак Суботица     |
| 2.    | Војводина Нови Сад        | 2-1                     | Слобода Титово Ужице |
| 3.    | Борац Босански Шамац      | 0-4                     | ОФК Београд          |
| 4.    | Рудар Какањ               | 1-1 (1:1, 1:1) 5:4 пен. | Сарајево             |
| 5.    | Челик Зеница              | 3-2                     | Бор                  |
| 6.    | Загреб                    | 3-0                     | Сутјеска Никшић      |
| 7.    | Хајдук Кула               | 0-5                     | Шумадија Аранђеловац |
| 8.    | Тимок Зајечар             | 3-1                     | Динамо Загреб        |
| 9.    | Охрид                     | 3-4                     | Борац Бања Лука      |
| 10.   | Хајдук Сплит              | 5-1                     | Вардар Скопље        |
| 11.   | Вележ Мостар              | 1-0                     | Белишће              |
| 12.   | Трепча Косовска Митровица | 0-2                     | Раднички Ниш         |
| 13.   | Жељезничар Сарајево       | 1-0                     | Олимпија Љубљана     |
| 14.   | Слобода Тузла             | 0-1                     | Партизан Београд     |
| 15.   | Марибор                   | 4-0                     | Ловћен Цетиње        |
| 16.   | Црвена звезда Београд     | 2-0                     | Динамо Панчево       |

## Осмина финала
| Утак. | Клуб, Место          | Резултат | Клуб, Место           |
| ----- | -------------------- | -------- | --------------------- |
| 1.    | ОФК Београд          | 3:1      | Војводина Нови Сад    |
| 2.    | Тимок Зајечар        | 1:8      | Жељезничар Сарајево   |
| 3.    | Сплит                | 0:5      | Хајдук Сплит          |
| 4.    | Борац Бања Лука      | 2:0      | Вележ Мостар          |
| 5.    | Шумадија Аранђеловац | 0:1      | Раднички Ниш          |
| 6.    | Челик Зеница         | 0:1      | Црвена звезда Београд |
| 7.    | Партизан Београд     | 1:4      | Загреб                |
| 8.    | Марибор              | 3:1      | Рудар Какањ           |

## Четрвртфинале
| Утак. | Клуб, Место  | Резултат       | Клуб, Место           |
| ----- | ------------ | -------------- | --------------------- |
| 1.    | ОФК Београд  | 1:3            | Жељезничар Сарајево   |
| 2.    | Хајдук Сплит | 3:0 (0:0, 0:0) | Борац Бања Лука       |
| 3.    | Раднички Ниш | 0:1            | Црвена звезда Београд |
| 4.    | Загреб       | 3:1            | Марибор               |

## Полуфинале
| Утак. | Клуб, Место           | Резултат                | Клуб, Место  |
| ----- | --------------------- | ----------------------- | ------------ |
| 1.    | Жељезничар Сарајево   | 1:1 (1:1, 1:1) 4:5 пен. | Хајдук Сплит |
| 2.    | Црвена звезда Београд | 7:2                     | Загреб       |

## Финале
| Победник Купа Југославије у фудбалу 1972/73. |
| -------------------------------------------- |
| НК Хајдук Сплит 3. титула.                   |

### прва утакмица
| Утак. | Клуб, Место  | Резултат | Клуб, Место           |
| ----- | ------------ | -------- | --------------------- |
| 1.    | Хајдук Сплит | 1:1      | Црвена звезда Београд |

| Домаћи клуб                              | Резултат | Гостујући клуб |
| ---------------------------------------- | --- | --- |
| Хајдук Сплит                             | 1:1 (0:1) | Црвена звезда Београд |
| Датум                                    | 21. новембар, 1973. | 21. новембар, 1973. |
| Стадион                                  | Стадион под Марјаном, Сплит | Стадион под Марјаном, Сплит |
| Гледалаца                                | 25.000 | 25.000 |
| Судија                                   | В. Љујић (Београд) | В. Љујић (Београд) |
| НК Хајдук (тренер: Томислав Ивић)        | Иван Каталинић, Лука Перузовић, Ведран Рожић, Драган Холцер, Иван Буљан, Дражен Мужинић, Славиша Жунгул, Мићун Јованић (Вилсон Џони), Бранко Облак (Жељко Мијач), Јурица Јерковић, Ивица Шурјак        | Иван Каталинић, Лука Перузовић, Ведран Рожић, Драган Холцер, Иван Буљан, Дражен Мужинић, Славиша Жунгул, Мићун Јованић (Вилсон Џони), Бранко Облак (Жељко Мијач), Јурица Јерковић, Ивица Шурјак        |
| ФК Црвена звезда (тренер: Миљан Миљанић) | Оља Петровић, Никола Јовановић, Владислав Богићевић, Мирослав Павловић, Кирил Дојчиновски, Петар Баралић, Владимир Петровић, Станислав Караси, Војин Лазаревић, Јован Аћимовић, Александар Панајотовић | Оља Петровић, Никола Јовановић, Владислав Богићевић, Мирослав Павловић, Кирил Дојчиновски, Петар Баралић, Владимир Петровић, Станислав Караси, Војин Лазаревић, Јован Аћимовић, Александар Панајотовић |
| Стрелци                                  | 0-1 Караси 17', 1:1 Жунгул 57' | 0-1 Караси 17', 1:1 Жунгул 57' |

### друга утакмица
| Утак. | Клуб, Место           | Резултат | Клуб, Место  |
| ----- | --------------------- | -------- | ------------ |
| 2.    | Црвена звезда Београд | 1:2      | Хајдук Сплит |

| Домаћи клуб                              | Резултат | Гостујући клуб |
| ---------------------------------------- | --- | --- |
| Црвена звезда Београд                    | 1:2 (0:1) | Хајдук Сплит |
| Датум                                    | 28. новембар, 1973. | 28. новембар, 1973. |
| Стадион                                  | Стадион Црвена звезда, Београд | Стадион Црвена звезда, Београд |
| Гледалаца                                | 10.000 | 10.000 |
| Судија                                   | Ж. Курир (Сплит) | Ж. Курир (Сплит) |
| ФК Црвена звезда (тренер: Миљан Миљанић) | Оља Петровић, Никола Јовановић (Зоран Антонијевић), Владислав Богићевић, Мирослав Павловић, Кирил Дојчиновски, Петар Баралић, Владимир Петровић, Станислав Караси, Војин Лазаревић, Јован Аћимовић, Александар Панајотовић | Оља Петровић, Никола Јовановић (Зоран Антонијевић), Владислав Богићевић, Мирослав Павловић, Кирил Дојчиновски, Петар Баралић, Владимир Петровић, Станислав Караси, Војин Лазаревић, Јован Аћимовић, Александар Панајотовић |
| НК Хајдук (тренер: Томислав Ивић)        | Ризах Мешковић, Вилсон Џони, Ведран Рожић, Лука Перузовић, Драган Холцер, Иван Буљан, Славиша Жунгул, Дражен Мужинић, Бранко Облак (Ивица Матковић), Јурица Јерковић, Ивица Шурјак                                         | Ризах Мешковић, Вилсон Џони, Ведран Рожић, Лука Перузовић, Драган Холцер, Иван Буљан, Славиша Жунгул, Дражен Мужинић, Бранко Облак (Ивица Матковић), Јурица Јерковић, Ивица Шурјак                                         |
| Стрелци                                  | 0-1 Жунгул 27', 0:2 Јерковић 67', 1:2 Панајотовић 87' | 0-1 Жунгул 27', 0:2 Јерковић 67', 1:2 Панајотовић 87' |

## Резултати победникаКупа Југославије 1972/73.уКупу победника купова 1973/74.
| Ранг      | Клуб  | Држава  | укупан рез. | Држава | Клуб          | 1. утак. | 2. утак. |
| --------- | ----- | ------- | ----------- | ------ | ------------- | -------- | -------- |
| Прво коло | Милан | Италија | 4:1         | СФРЈ   | Динамо Загреб | 3:1      | 1:0      |